# Ferreira (Paços de Ferreira)

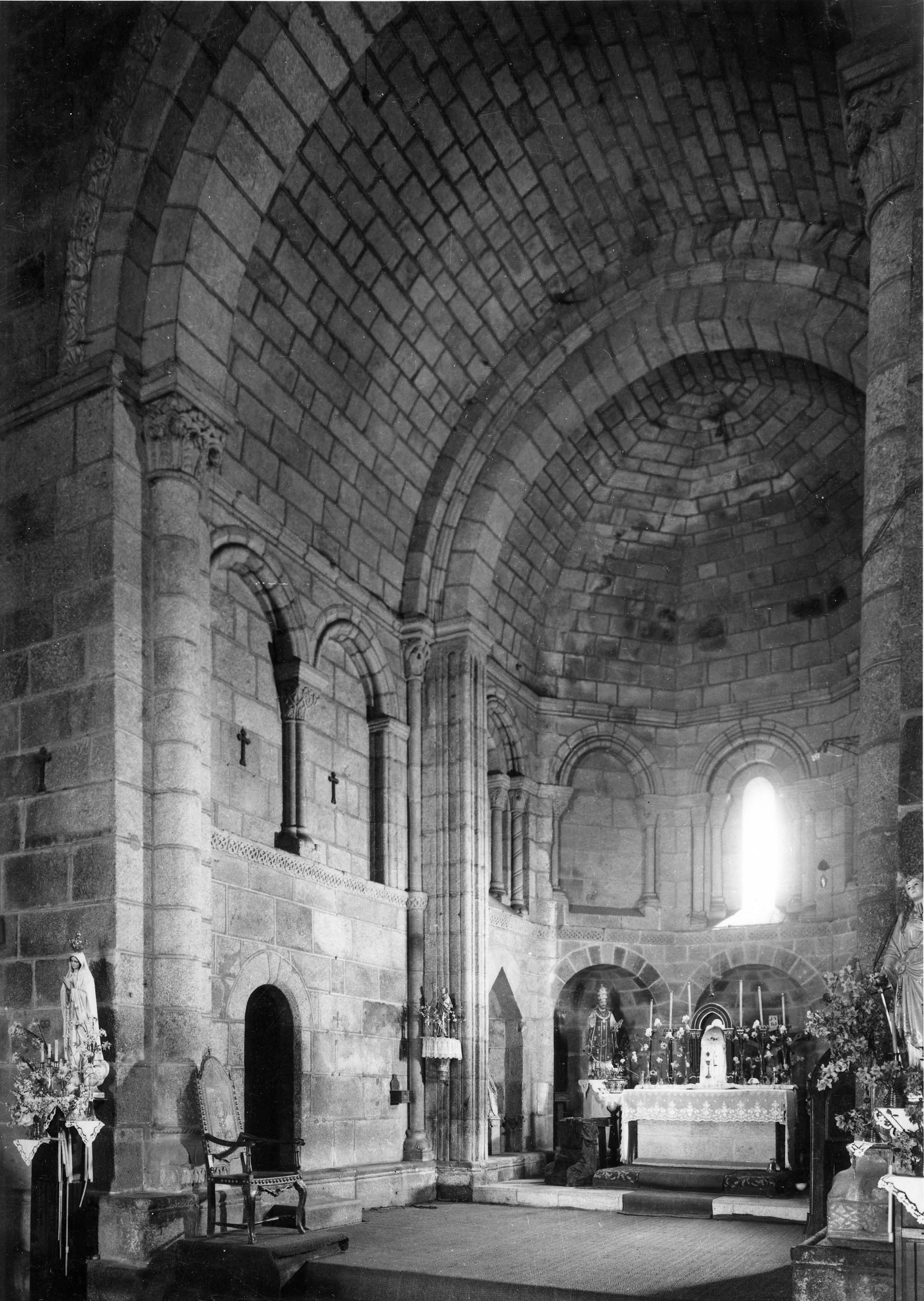

Ferreira é uma povoação portuguesa sede da Freguesia de Ferreira do Município de Paços de Ferreira, freguesia com 5,89 km² de área e 4244 habitantes (censo de 2021), tendo, por isso, uma densidade populacional de 720,5 hab./km².
Foi couto e concelho (1801), da comarca e diocese do Porto, o que justifica as quatro Torres no seu brasão. 

## História
A freguesia de Ferreira atesta um período fundamental na história cultural do Concelho de Paços de Ferreira, aquela em que os emigrantes povoadores vindos do Norte Asturiano e também da zona do Mondego, fugidos a Almançor, aqui encontraram terras férteis e relativamente livres onde refazer um habitat rural que por definitivo marcou o futuro da região. O topónimo Ferreira é vagamente citada quando, em meados do séc. X, Mumadona fez doação ao Mosteiro de Guimarães de terás “in ferreira”, onde, referindo-se a Gondosindi (atual Raimonda) teria também uma “eclesia vucabulo sancto petro”, na Diocese de Braga. É de crer que já existia, também um S. Pedro em Ferreira, na Diocese do Porto.  Poderá, no entanto, ser o Mosteiro da Vila de Ferreira, entregue posteriormente à Ordem dos Agostinhos e que atualmente faz parte da Rota do Românico. Posteriormente, parte pelo menos do que é hoje Ferreira, foi incorporada na mitra episcopal do Porto, para renda de cónegos (1195).  
D. Manuel I concedeu carta constitutiva de foral a "Terra de Ferreira", em 1514, sendo que este foral apenas refere territórios que então pertenciam à Diocese de Braga: Lustosa, Raimonda, Figueiró, Lamoso e Sanfins de Ferreira.   Em 1258, e pelas “Inquirições”, Ferreira é dita terra de militares – entenda-se aqui o termo “militares” como querendo significar alguém da classe dos cavaleiros. Ao Mosteiro de Ferreira pertenciam muitos bens, sendo de significativa importância a posse de S. Tiago de Modelos e de Santiago da Serra. Santiago de Modelos controlaria o acesso ao Mosteiro, para quem vinha do Porto, e Santiago da Serra controlaria o acesso a quem vinha de Penafiel. Tendo o Mosteiro de S. Pedro como ponto de encontro, será de incluir a hipótese deste Mosteiro se encontrar na rota dos Caminhos de Santiago, tanto mais que, seguindo por S. Domingos, passa a Santiago de Carvalhosa, Santiago de Figueiró, Santiago de Lustosa e se chega à ponte do Rio Vizela. O mosteiro foi por certo extinto e, como pertença de cónegos, passou a Colegiada. Parte ou partes das suas propriedades devem, entretanto, ter continuado na posse de gentes nobres da região – infanções e cavaleiros -, pois em 1302, uma tal D. Berengária Alves fez doação de uma importante fortuna ao bispado do Porto, na qual incluía “os seus casais, quintas, lugares e rendimentos”, que tinha no mosteiro. A ligação definitiva à mitra do Porto foi confirmada “in perpetuum” por bula papal de 1475, incluindo Igreja, Mosteiro e Couto, com inerentes propriedades. 
Em 1549, João de Barros, na sua “Geografia”, escreveu que “acima de Lordelo está o Mosteiro de Ferreira que há pouco se anexou e é casa e Mosteiro nobre, que tem raçoeiros e tem cada um trinta mil réis e valerá por tudo quinhentos mil réis”. O Couto de Ferreira é sempre identificado como isento de mordomo e autoridade régia nas documentações da inquirição. Dele se diz que foi estabelecido por padrões. Compreendia não só a freguesia de S. Pedro com o seu mosteiro, assim como muitos casais espalhados por uma vasta área da Chã de Ferreira. S. Martinho de Frazão fazia a excepção, ao pertencer ao julgado de Refojos, enquanto quase todo o actual Concelho de Paços de Ferreira pertencia ao julgado de Aguiar de Sousa. Na sua vasta zona de influência (que chegou a terras de Santa Maria da Feira, por via da Igreja de Válega), o mosteiro foi certamente responsável por algumas inovações tecnológicas e pelo incremento da produção agrícola. Difundiu instrumentos novos de ferro e o moinho hidráulico. Isto permitia desbravar cada vez mais terras e aproveitar com maior rendibilidade a mão-de-obra. Nas terras englobadas, aumentou seguramente a produção agrícola e o comércio dos produtos para a grande cidade do Porto. Ora, é justamente num período de desafogo económico que se inicia a construção do templo actual. A construção foi rápida, é homogénea e, aparentemente, nada se poupou em técnicas, materiais e grandes mestres de renome.
Ferreira em 1801 era uma freguesia e sede de concelho. 

## Demografia
A população registada nos censos foi:
| Distribuição da População por Grupos Etários | Distribuição da População por Grupos Etários | Distribuição da População por Grupos Etários | Distribuição da População por Grupos Etários | Distribuição da População por Grupos Etários |
| -------------------------------------------- | -------------------------------------------- | -------------------------------------------- | -------------------------------------------- | -------------------------------------------- |
| Ano                                          | 0-14 Anos                                    | 15-24 Anos                                   | 25-64 Anos                                   | > 65 Anos                                    |
| 2001                                         | 998                                          | 609                                          | 2163                                         | 315                                          |
| 2011                                         | 836                                          | 657                                          | 2418                                         | 430                                          |
| 2021                                         | 594                                          | 579                                          | 2483                                         | 588                                          |

## Património
- Igreja de São Pedro de Ferreira ou Igreja de São Salvador